# Райс, Уильям
Уильям Райс (англ. William Rice; 18 февраля 1881, Цинциннати, Огайо — 12 февраля 1941, Сан-Матео, Калифорния) — канадский гребец, серебряный призёр летних Олимпийских игр 1904.
На Играх 1904 в Сент-Луисе Райс участвовал только в соревнованиях восьмёрок. Его команда заняла второе место и выиграла серебряные медали.